# Гаитийский канюк
Гаитийский канюк (лат. Buteo ridgwayi) — вид хищных птиц из семейства ястребиных. Назван в честь орнитолога Роберта Риджуэя.

## Распространение
Эндемик Испаньолы (остров, разделённый между Гаити и Доминиканской Республикой).

## Описание
Птицы среднего размера, длина тела 36-41 см. У взрослых особей верхняя сторона тела коричнево-серая, нижняя сероватая с красновато-коричневым отливом. Хвост чёрно-белый. Самец серее самки, ноги и основание клюва желтые.

## Биология
Ловят разнообразную добычу от грызунов до змей. В кладке 1-3 яйца.

## Охрана
В результате усилий по сохранению этого находящегося под угрозой вида, популяция птиц в настоящее время растёт.